# Rhyssella nitida
Rhyssella nitida là một loài tò vò trong họ Ichneumonidae.